# Larvenamarant
Der Larvenamarant (Lagonosticta larvata) ist eine afrikanische Art aus der Familie der Prachtfinken. Da diese Art vor allem im 19. Jahrhundert sehr häufig als Ziervogel gehalten wurde, haben sich eine Reihe deutscher Namen eingebürgert. Er wird unter anderem auch Larvenastrild, Weinroter Amarant, Weinroter Astrild, Schwarzkehlamarant oder Schwarzkehliger Amarant genannt. Es werden mehrere Unterarten für diese Art unterschieden; die genaue Anzahl an Unterarten ist jedoch noch strittig. Der Schwarzkehlamarant wird gelegentlich auch als eigenständige Art Lagonosticta vinacea geführt.

## Beschreibung
Der Larvenamarant erreicht eine Körperlänge von elf Zentimetern. Beim Männchen sind die Kopfseiten, die Kehle sowie der Stirnrand schwarz. Der Oberkopf ist grau, der Rücken und die Flügel sind gräulich weinrot. Die Oberschwanzdecken haben eine dunkelrote Farbe, die Schwingen sind graubraun. Die mittleren Schwanzfedern sind vollständig rot, die übrigen nur an den Außenfahnen und ansonsten schwärzlich. Der Schnabel ist blaugrau mit einer schwarzen Spitze. Den Weibchen fehlt die schwarze Gesichtsmaske. Ihre Kopfseiten sowie die Kehlen sind gelblich grau. Beide Geschlechter haben an den Körperseiten kleine weiße Flecken.

## Verbreitung und Lebensweise
Das Verbreitungsgebiet des Larvenamarants erstreckt sich in einem schmalen Band von Gambia über das südliche Senegal, dem Landesinneren von Ghana, Togo, Zentralnigeria bis zum Norden Kameruns, der Zentralafrikanischen Republik, den Südwesten Sudans bis zum äußersten Nordosten des Kongo, dem Norden Ugandas und Äthiopien.
Der Lebensraum des Larvenamaranten ist Grasland mit Baumbewuchs sowie in Gambia und Äthiopien auch Bambusbestände. Die Höhenverbreitung reicht bis in Höhenlagen von 1550 Meter. Sie sind gelegentlich auch auf brachliegenden und verwilderten Hirsefeldern zu finden. Sie leben meist paarweise oder in kleinen Familienverbänden. Gelegentlich sind sie mit anderen Amaranten oder Schmetterlingsastrilden vergesellschaftet. Ihre Nahrung sind Grassamen zwischen ein und zwei Millimeter. Daneben fressen sie auch Termiten. Zur Nahrungssuche begeben sie sich auf den Boden.
Die Brutzeit variiert in Abhängigkeit vom Verbreitungsgebiet. Die Balz ist – wie für Amaranten typisch – eine Halmbalz, die meist am Boden stattfindet. Dabei umhüpft das Männchen das Weibchen, während es einen Grashalm oder eine Feder im Schnabel trägt. Das Gelege besteht aus drei bis vier weißen Eiern. Sie werden etwa zwei Wochen lang bebrütet. Die Nestlingszeit beträgt achtzehn bis zwanzig Tage.

## Haltung
Die Unterart Lagonosticta larvata vinacea, die im deutschsprachigen Raum als Weinroter Amarant bezeichnet wird, war vor allem in den 1880er und 1890er Jahren regelmäßig im Handel erhältlich. Es ist dies die farbenprächtigste Unterart. Die schwarze Maske des Männchens kontrastiert hier besonders stark mit der weinroten Brust. Diese Unterart ist bis heute die am häufigsten gehaltene Unterart. Sie werden mittlerweile auch vermehrt gezüchtet, da Larvenamaranten im Allgemeinen gute und zuverlässige Zuchtvögel sind. Sie gelten als eine sehr verträgliche Art, die mit anderen Prachtfinken in einer Gemeinschaftsvoliere gehalten werden können.

## Belege

### Einzelbelege
1. ↑   Nicolai et al., S. 176
2. ↑   Nicolai et al., S. 178
3. ↑  Nicolai et al. S. 179